# Буриловци
Буриловци (мкд. Буриловци) су насеље у Северној Македонији, у средишњем делу државе. Буриловци су село у саставу општине Свети Никола.

## Географија
Буриловци су смештени у средишњем делу Северне Македоније. Од најближег града, Штипа, насеље је удаљено 30 km северозападно.
Насеље Буриловци се налази у историјској области Овче поље. Село је смештено у северном делу поља, подно планине Манговице, чије се било издиже североисточно од насеља. Надморска висина насеља је приближно 360 метара.
Месна клима је умерено континентална.

## Становништво
Буриловци су према последњем попису из 2002. године имали 14 становника.
Већинско становништво су етнички Македонци (100%). 
Претежна вероисповест месног становништва је православље.